# 錫爾弗希爾 (馬里蘭州)
錫爾弗希爾（英語：Silver Hill）是位於美國馬里蘭州佐治王子縣的一個普查規定居民點。

## 人口
根據2020年美國人口普查的數據，錫爾弗希爾的面積為3.47平方千米，當中陸地面積為3.47平方千米，而水域面積為0.00平方千米。當地共有人口6381人，而人口密度為每平方千米1,838.9人。